# NGC 1126
NGC 1126  ist eine Spiralgalaxie vom Hubble-Typ Sb im Sternbild Eridanus am Südsternhimmel. Sie ist schätzungsweise 329 Millionen Lichtjahre von der Milchstraße entfernt und hat einen Durchmesser von etwa 75.000 Lj.

Im selben Himmelsareal befinden sich u. a. die Galaxien NGC 1121, NGC 1132, IC 1856.
Das Objekt wurde am  31. Oktober 1886 von Lewis Swift entdeckt.